# Chapelle Notre-Dame de Merquel
La chapelle Notre-Dame de Merquel est un lieu de culte catholique situé sur la commune de Mesquer, dans le département français de la Loire-Atlantique.

## Présentation
La chapelle Notre-Dame se situe sur la pointe de Merquel, toponyme issu de la déformation d'un terme ancien signifiant « monastère ». Elle est édifiée en 1949, non loin de l'emplacement qu'occupait depuis un millénaire une chapelle primitive dépendant de l'abbaye Saint-Gildas de Rhuys, et qui avait été détruite en 1944 par l'armée d'occupation allemande.

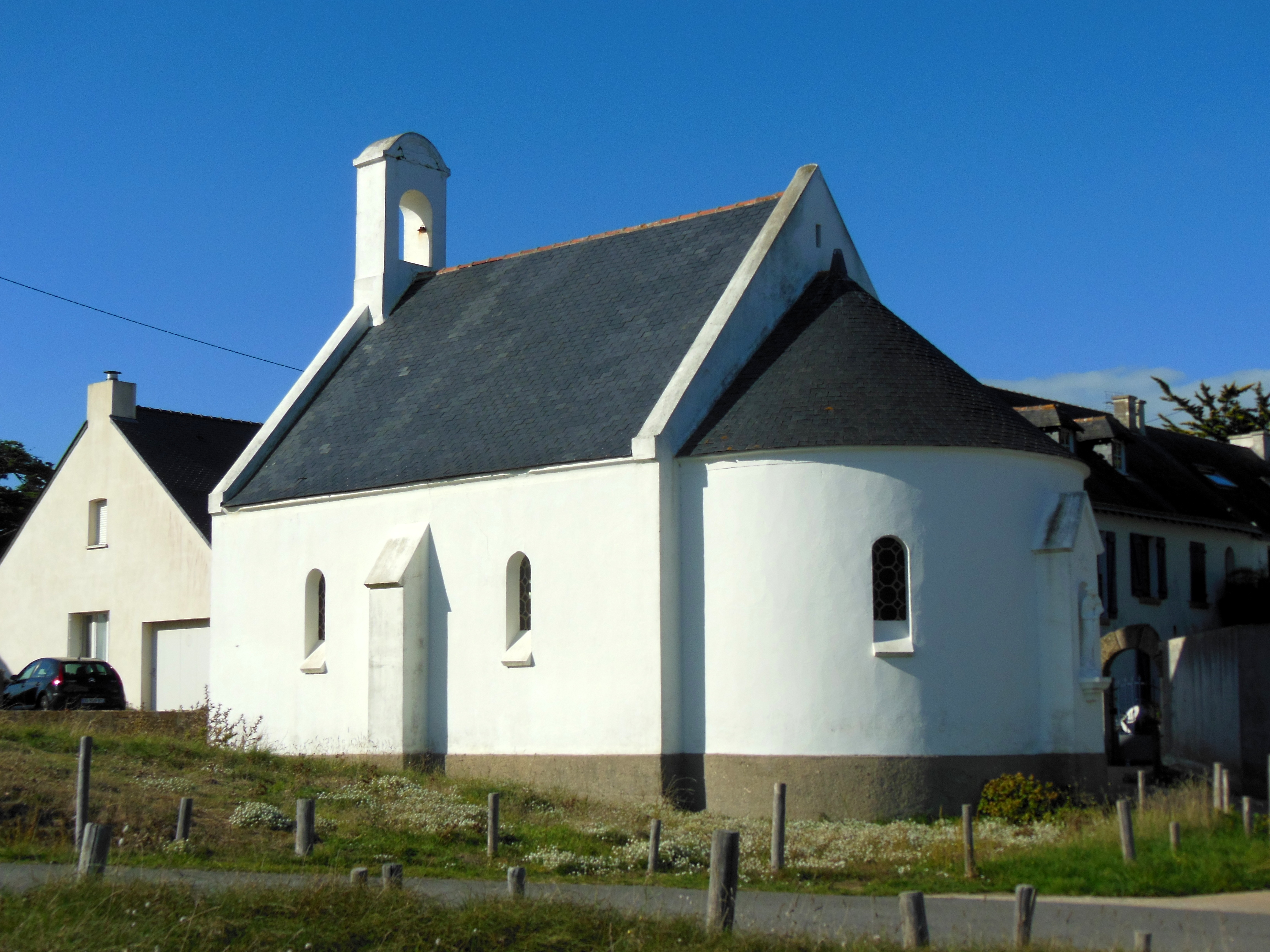
Vue extérieure

### Historique
La chapelle primitive, datant du VIIIe siècle et remaniée aux XIIe et XVIIe siècles était à l'origine dédiée à saint Mars. Elle était plus enfoncée dans la dune que la chapelle actuelle. Le cul-de-four avait la même forme, la chapelle actuelle est plus haute et mieux éclairée.
Saint Mars, contraction de saint Médard, était évêque de Beauvais, Noyon et Senlis. Il est invoqué sous ce nom à travers le diocèse de Nantes, comme à Saint-Mars-la-Jaille, Saint-Mars-de-Coutais ou Saint-Mars-du-Désert. La chapelle primitive fut érigée dans un contexte de lutte des évêques de Nantes pour étendre leur juridiction jusqu'à la Vilaine. Dans le même temps, une rivalité opposait Francs et Bretons. La chapelle primitive est donc dédiée à un saint français, saint Mars, l'abbaye restant dédiée à un saint breton, saint Gildas.
Les habitants de Mesquer se sont placés sous la protection de saint Médard jusqu'à la fin du XVIIIe siècle, paysans et paludiers sachant quelle calamité pouvait découler d'une saison pluvieuse selon l'expression « s'il pleut à la saint Médard, il pleut quarante jours plus tard ». Pendant la Révolution française, la chapelle fut profanée. Avec le développement de l'activité de pêche, la chapelle fut ensuite placée sous le patronage de la Vierge Marie. Elle devint un lieu de pèlerinage pour les marins et les gens de la côte. Un pardon local illustra longtemps cette vénération, c'était la procession de Pen Bé, le 8 septembre. Elle partait de l'église paroissiale Notre-Dame la Blanche et s'en allait par Lany, Quimiac et Kerdantec, jusqu'à Merquel. Sur la rive nord du traict de Mesquer, la paroisse d'Assérac se rendait le même jour à la chapelle Notre-Dame de Pen Bé. D'une pointe à l'autre, les deux processions se saluaient, toutes bannières déployées.
En 1944, l'armée d'occupation rase la chapelle pour dégager la visibilité du site. En 1949, la chapelle est reconstruite à l'initiative du curé Philbert Guilbaud, avec le concours de ses paroissiens, par l'architecte Ménard, l'entrepreneur F.Guiheneuf, et des artisans de la commune. Le 27 juin de cette même année, Mgr Villepelet, évêque à Nantes, en bénit les murs après avoir consacré l'église paroissiale et le 4 septembre, la statue de Notre-Dame (XVIIIe siècle), sauvée par les habitants, réintègre la chapelle.

### Décoration
Décoré de fresques par le chanoine Pierre Bouchaud, le chœur présente une litanie d'enfants de chœur et de religieux autour du Christ en Croix ; vignes, épis de blé et un plateau de sel complètent ce riche décor. Une maquette ex-voto placée lors de la reconstruction de la chapelle rappelle la vocation maritime du petit sanctuaire.

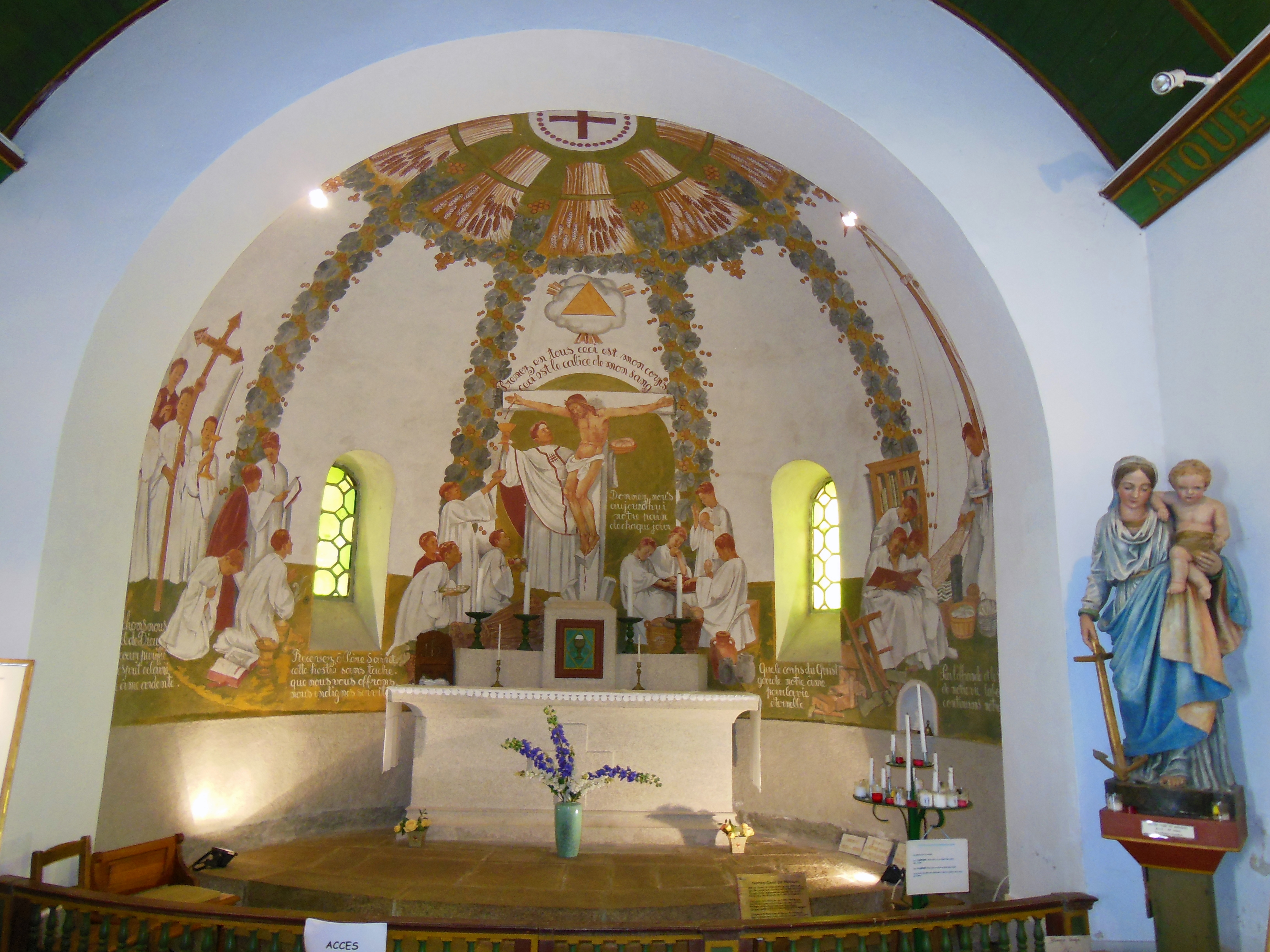
Le chœur.
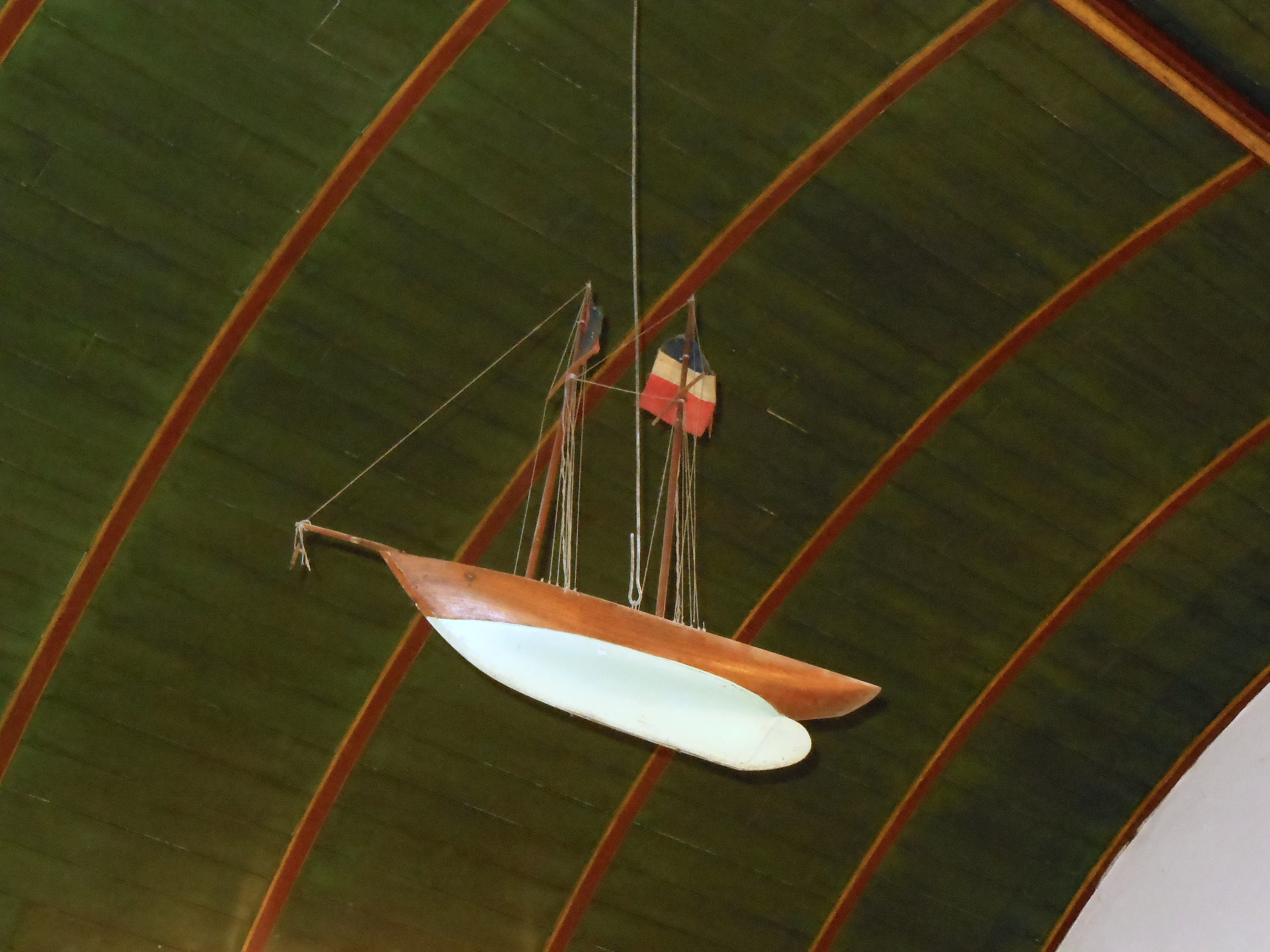
Ex-voto sous forme de maquette de bateau.

À l'intérieur, une statue moderne en chêne, œuvre du sculpteur Jean Fréour, représente saint Mars, en souvenir du premier saint à qui la chapelle primitive était dédiée. Une autre statue représente saint Gobrien, évêque de Vannes

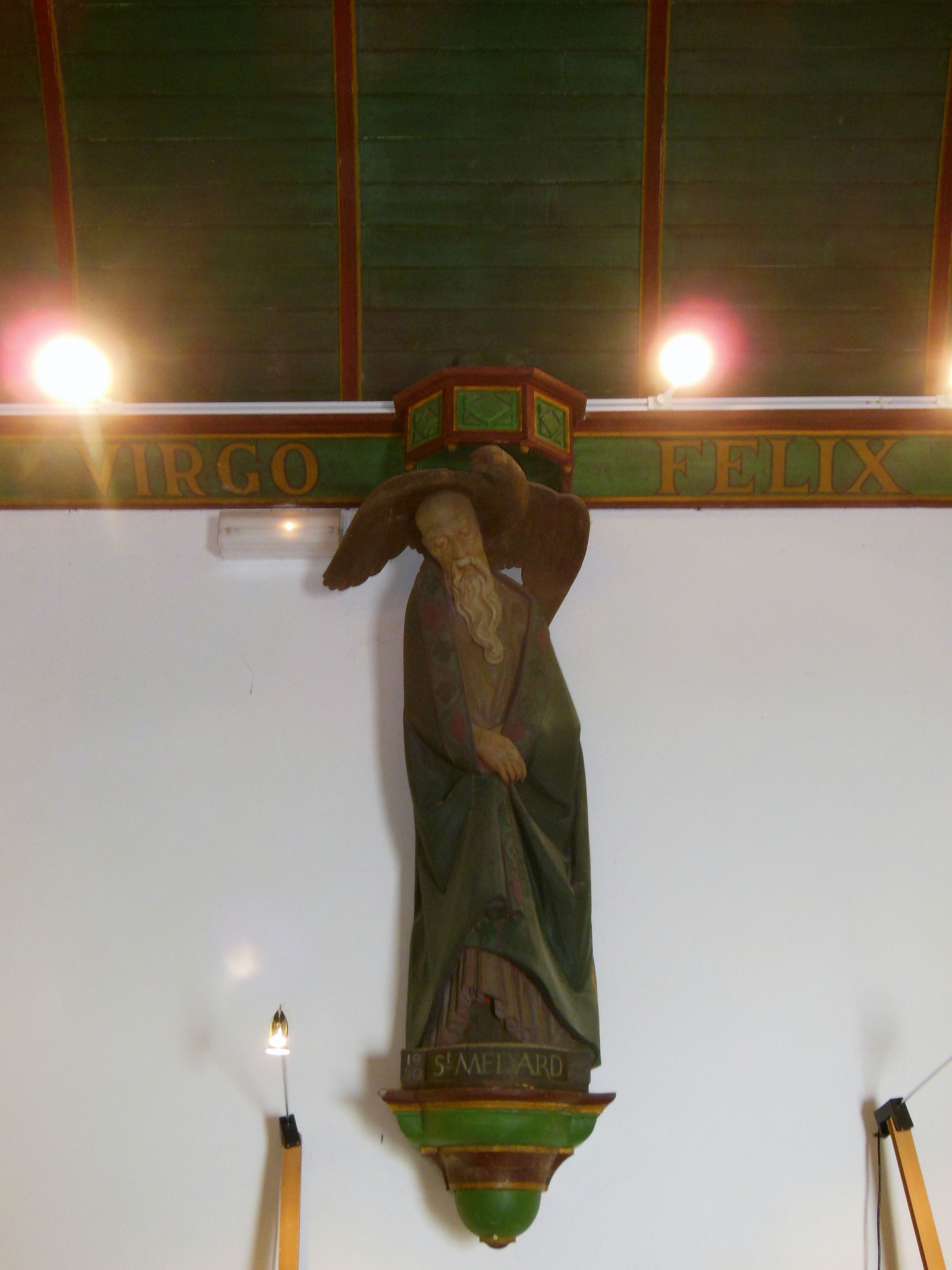
Statue de saint Médard.
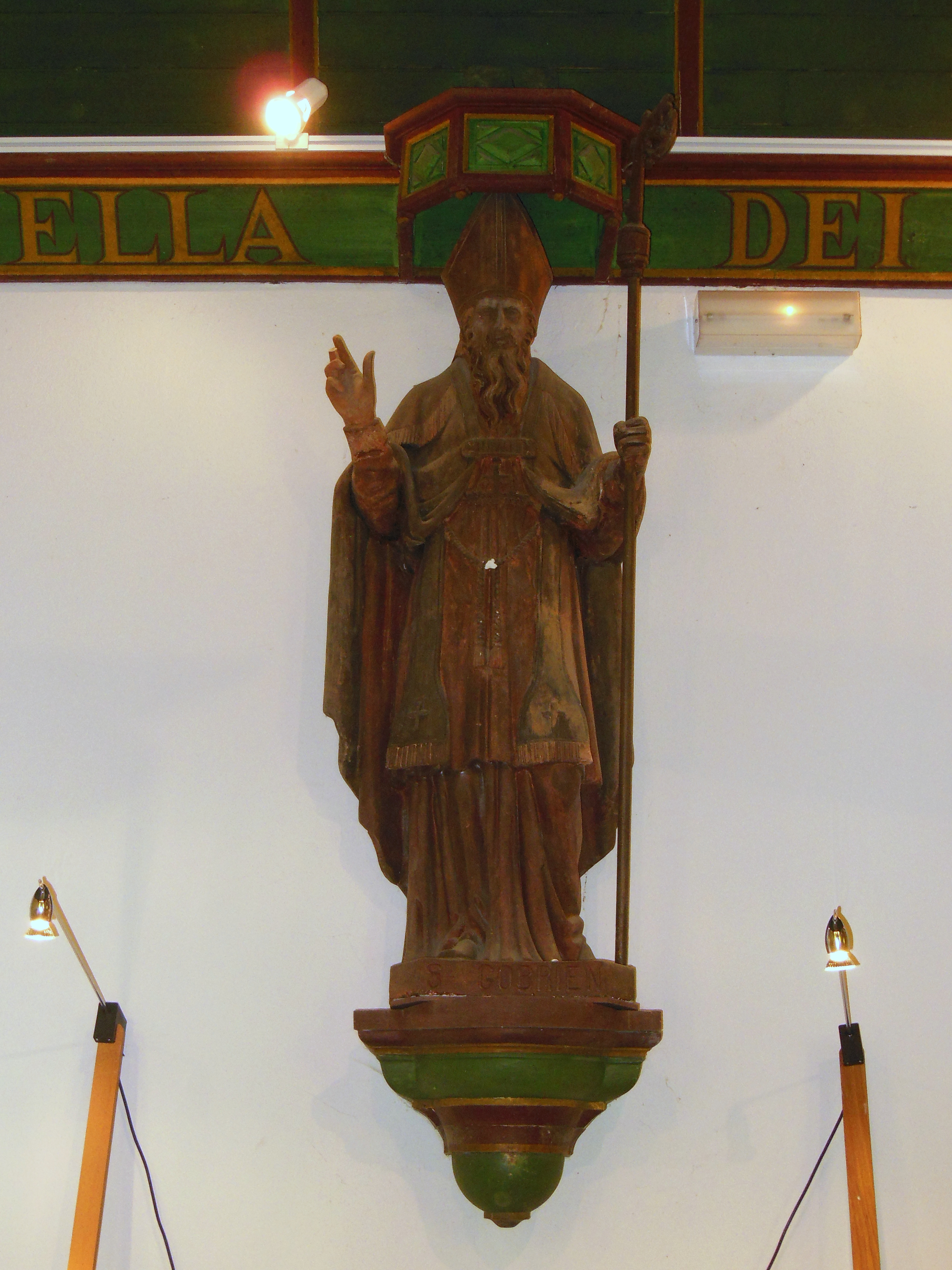
Statue de saint Gobrien.

La statue en bois polychrome de Notre-Dame date du XVIIIe siècle. Œuvre d'un inconnu, on dit qu'elle aurait été trouvée en mer[réf. nécessaire]. Transformée au cours des années, elle a perdu les couronnes qui la ceignaient. L'ancre, symbole de la foi et de l'espérance chrétienne, n'est vraisemblablement pas d'origine et semble avoir été adaptée plus récemment. Elle est sauvée de la destruction en 1944. Quand le curé Philbert Guilbaud apprend que les Allemands veulent détruire la chapelle, il va voir Baptiste Kermasson pour lui demander de l'aider à sauver la statue. Ils partent accompagnés du père Judic sur une carriole tirée par une jument. Les trois hommes traversent la dune, piégée par des mines. Le sauvetage est un succès et les trois hommes sont accueillis par la population. Très abîmée, la statue est restaurée en 1998.
À l'extérieur, dans une niche située sur le chevet, une statue de la Vierge, « Étoile de la Mer », bénit les matelots et leur famille. Elle remplace la statue d'origine, « Notre Dame du Vent », réalisée en 1949 par Jean Fréour. Cette première statue est victime d'une tentative de vol et brisée sur place. En 2002, Monique Derieux réalise à sa propre initiative une nouvelle statue en poudre de marbre reconstitué et en fait don à la commune. La statue est installée dans la niche extérieure laissée vide.

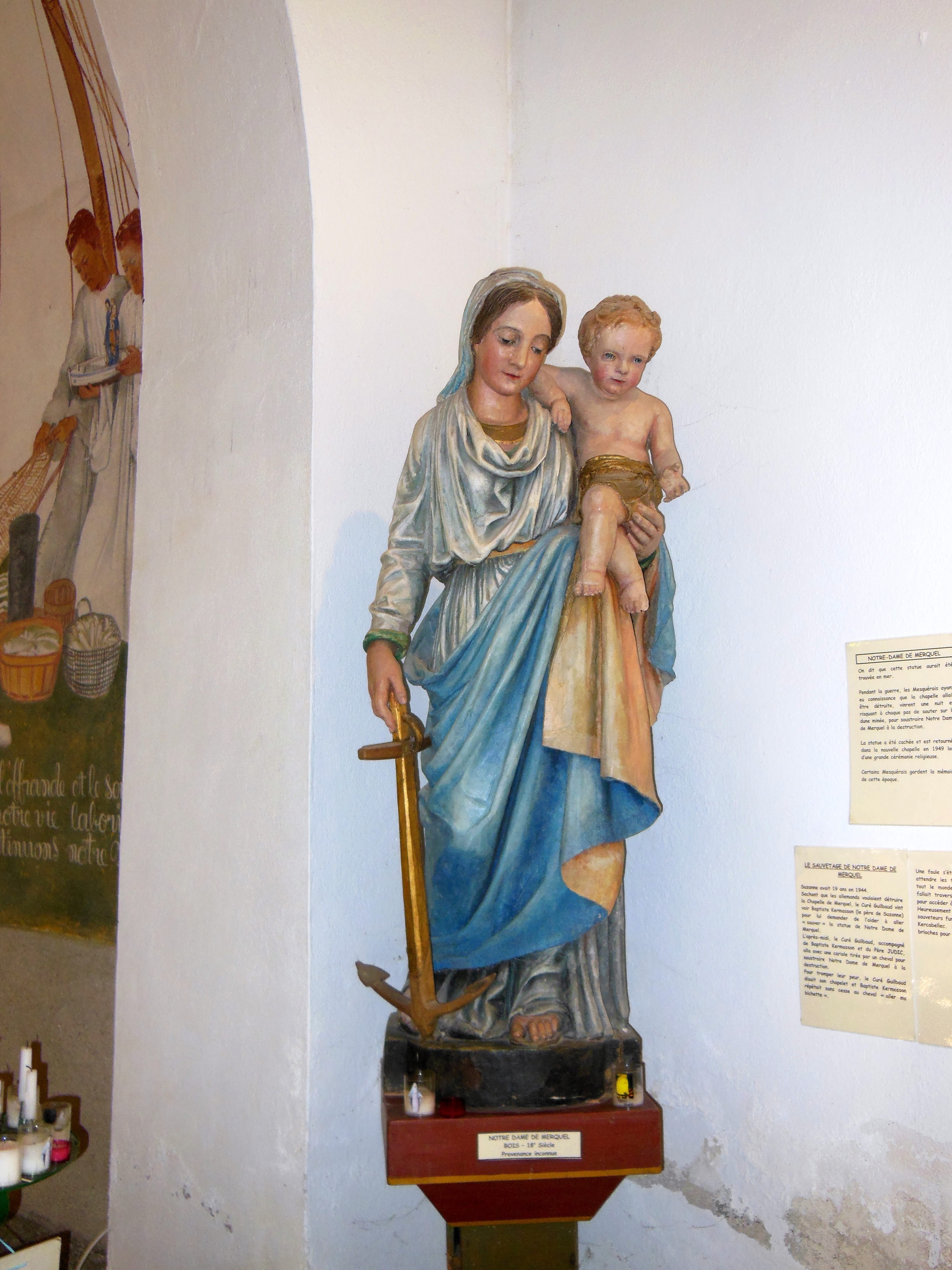
Statue de Notre-Dame.
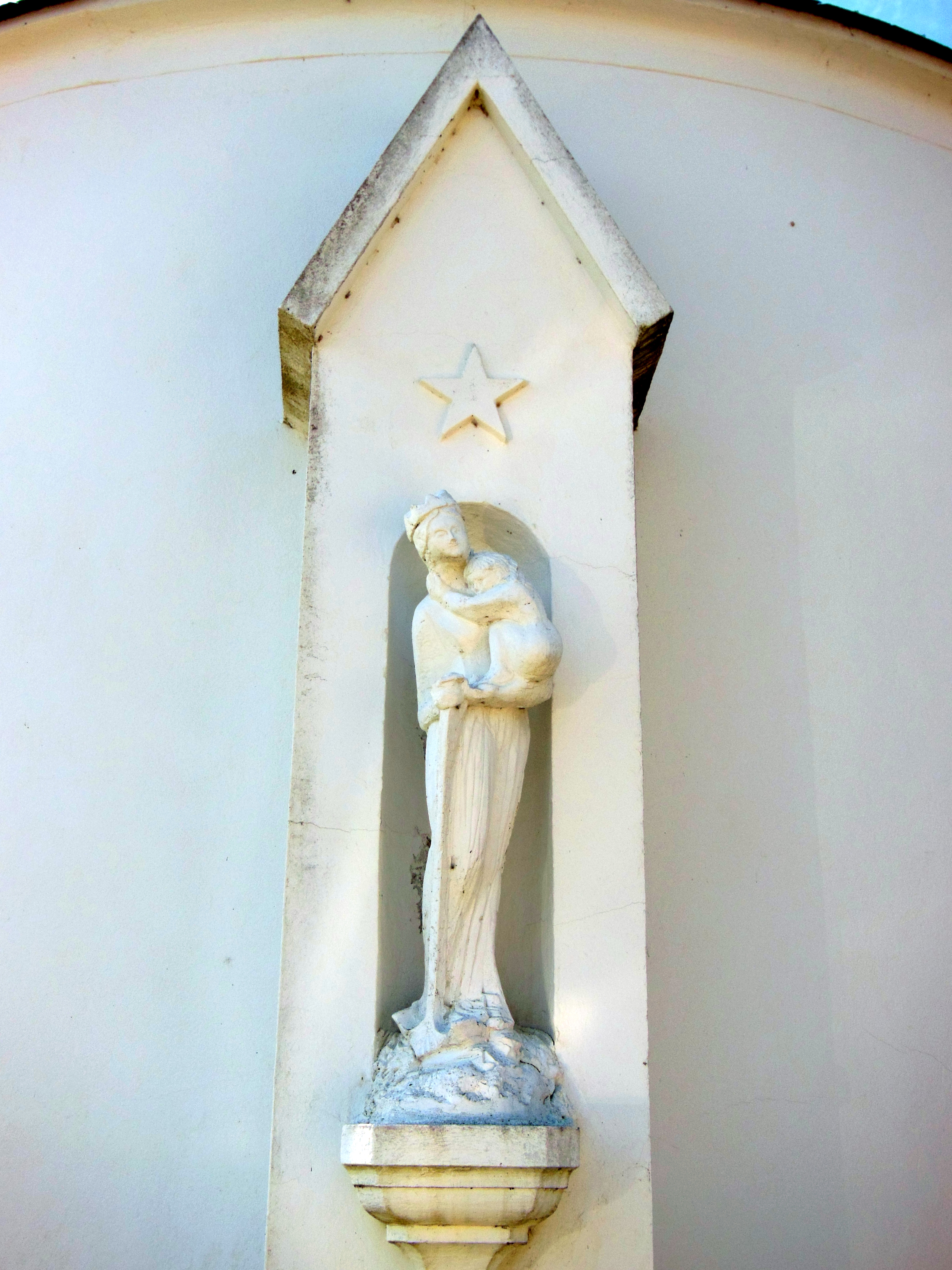
Statue extérieure de la Vierge, « Étoile de la Mer ».